# Lyngbymotorvejen
De Lyngbymotorvejen (Nederlands: Lyngby-autosnelweg) is een autosnelweg in Denemarken, die de rondweg van Kongens Lyngby bij Kopenhagen vormt. Bij Knooppunt Kongens Lyngby sluit de Lyngbymotorvejen aan op de Helsingørmotorvejen richting Kopenhagen en de Motorring 3, een ringweg van Kopenhagen.
De Lyngbymotorvejen is administratief genummerd als M545. Op de bewegwijzering wordt echter gebruikgemaakt van het nummer van de sekundærrute die over de weg loopt, de Sekundærrute 201. Deze weg loopt verder via Birkerød naar Hillerød.

## Geschiedenis
De Lyngbymotorvejen is tussen 1960 en 1963 geopend. In 1974 is de weg verlengd richting het centrum van Kopenhagen. Dit deel is sinds 2005 geen onderdeel meer van de Lyngbymotorvejen, maar van de Helsingørmotorvejen.